# 源義資
源 義資（みなもと の よしすけ、生年没不詳）　は、平安時代末期の武将。二条院判官代であったことから石川兵衛判官代源義資と称した。河内源氏（石川源氏）の源義時の子。子に有義（一説に武田信義の子ともいう）。孫の信盛が万力氏を称した。

## 最期
山城国鳥羽において、平家方の飯富季貞、平盛澄の軍勢の夜襲を受けて大敗。その乱戦の中で討死した。ただし、『玉葉』では生きたまま捕らえられたとあり、『吾妻鏡』では、その後源頼朝に仕えている。

## 系譜
源義家―源義時―源義資―源有義―（万力二郎）源信盛―（万力二郎太郎）源信宗